# Горки (Тёмкинский район)
Го́рки — деревня в Смоленской области России, в Тёмкинском районе. Расположена в восточной части области в 22 км к северо-востоку от Тёмкина, в 7 км к западу от границы с Московской и Калужской областями, на берегу реки Полоти.
Население — 233 жителя (2007 год). Административный центр Долматовского сельского поселения.

## Экономика
Средняя школа, сельхозпредприятие «Горки».